# Lapoutroie
Lapoutroie é uma comuna francesa na região administrativa de Grande Leste, no departamento Alto Reno. Estende-se por uma área de 21,07 km². Em 2010 a comuna tinha 1 925 habitantes (densidade: 91,4 hab./km²).